# Manguenda II
Manguenda II est une localité du Cameroun située dans le département du Nyong-et-Kéllé et la région du Centre. Elle fait partie de la commune de Bot-Makak.
Manguenda II est peuplé des Basa’a du clan Ndogsul, le plus important dans le département du Nyong et Kéllé.
Sa faible démographie est une conséquence de l’exode rural mais depuis peu on constate un retour progressif de ses élites, un certain développement immobilier y a cours en ce moment[Quand ?].

## Population
En 1962, Manguenda II comptait 221 habitants, principalement des Bassa.
Lors du recensement de 2005, on y a dénombré 423 personnes.

## Sports
Tous les deux ans y est notamment abrité la Yongo'o Cup dont la première édition a eu lieu en 2017.